# Protestos antiguerra de 1991-1992 em Belgrado
Após a ascensão do nacionalismo e das tensões políticas, bem como a eclosão das Guerras Iugoslavas, numerosos movimentos antiguerra desenvolveram-se na Sérvia.     Os protestos em massa de 1991 contra o regime de Slobodan Milošević, que continuaram durante as guerras, reforçaram a orientação antiguerra dos jovens.  As manifestações em Belgrado foram realizadas principalmente por causa da oposição à Batalha de Vukovar, ao Cerco de Dubrovnik e ao Cerco de Sarajevo,    enquanto os manifestantes exigiam o referendo sobre uma declaração de guerra e a interrupção do recrutamento militar.   
Mais de 50 mil pessoas participaram de muitos protestos, e mais de 150 mil pessoas participaram do protesto mais massivo chamado “A Marcha da Fita Negra” em solidariedade ao povo de Sarajevo.   Estima-se que entre 50.000 e 200.000 pessoas desertaram do Exército Popular Iugoslavo, enquanto entre 100.000 e 150.000 pessoas emigraram da Sérvia recusando-se a participar na guerra.  
Segundo o professor Renaud De la Brosse, professor titular da Universidade de Reims e testemunha convocada pelo Tribunal Penal Internacional para a ex-Iugoslávia (TPIJ), é surpreendente quão grande foi a resistência à propaganda de Milošević entre os sérvios, dado que e o falta de acesso a notícias alternativas.  Um mês após a Batalha de Vukovar, as pesquisas de opinião revelaram que 64% do povo sérvio queria acabar com a guerra imediatamente e apenas 27% estavam dispostos a que ela continuasse.  Os cientistas políticos Orli Fridman descreveram que não foi dada atenção suficiente ao ativismo anti-guerra entre os estudiosos da dissolução da Iugoslávia e das guerras, bem como que a mídia independente e os grupos anti-guerra da Sérvia não atraíram a atenção internacional. 

## Participantes
As associações e ONGs mais famosas que marcaram as ideias e movimentos antiguerra na Sérvia foram o Centro de Ação Antiguerra, Mulheres de Preto, Centro de Direito Humanitário e o Círculo de Belgrado.   O Rimtutituki foi um supergrupo de rock com membros de Ekatarina Velika, Električni Orgazam e Partibrejkers, que foi formado na assinatura da petição contra a mobilização em Belgrado.  A banda organizou um concerto na Praça da República e também tocou canções anti-guerra num camião aberto enquanto circulava pelas ruas de Belgrado.  
O político mais proeminente que apoiou os protestos foi Ivan Stambolić.  O Partido Democrático, o Partido Popular Camponês, o Partido Liberal Sérvio e o Partido Reformista da Sérvia participaram na “Marcha da Fita Negra”. 
O famoso arquiteto Bogdan Bogdanović foi um dos mais proeminentes dissidentes antiguerra.  Aos cidadãos de Belgrado que protestaram contra o Cerco de Dubrovnik juntaram-se artistas, compositores e atores proeminentes como Mirjana Karanović e Rade Šerbedžija, que cantaram conjuntamente “Neću protiv druga svog” (“Não posso ir contra o meu amigo”). 
A mídia independente na Sérvia noticiou com muita dificuldade as atividades antiguerra, em contraste com a propaganda de Milošević, que visava reavivar os sentimentos etnonacionais e mobilizar as pessoas.  Um papel importante na cobertura da mídia foi desempenhado pela mídia eletrônica B92 e Studio B, financiada pelo Ocidente.   
Uma das cenas mais famosas durante os protestos antiguerra foi um tanque estacionado em frente ao Edifício do Parlamento, que foi devolvido do campo de batalha em Vukovar pelo soldado Vladimir Živković.  

### Livros
- Powers, Roger S (1997). Protest, Power, and Change: An Encyclopedia of Nonviolent Action from ACT-UP to Women's Suffrage. [S.l.]: Routledge. ISBN 9781136764820
- Udovicki, Jasminka; Ridgeway, James (2000). Burn This House: The Making and Unmaking of Yugoslavia. Durham, North Carolina: Duke University Press. ISBN 9781136764820
- Cigar, Norman (1996). «The Serbo-Croatian War, 1991». In:  Meštrović, Stjepan Gabriel. Genocide After Emotion: The Post-Emotional Balkan War. London: Routledge. ISBN 978-0-415-12293-1

### Artigos e documentos de periódicos
- Fridman, Orli (2010). «'It was like fighting a war with our own people': anti-war activism in Serbia during the 1990s». The Journal of Nationalism and Ethnicity. 39 (4): 507–522. doi:10.1080/00905992.2011.579953
- «Kratka istorija antiratnog otpora u Srbiji 1991 – 1992.» (PDF). Ženski sud. 2013. Consultado em 6 Maio 2020